# Patrulha do Samba
Patrulha do Samba est un groupe brésilien de pagode baiano, originaire de Salvador, Bahia.

## Histoire
Le groupe est formé dans le quartier de Retiro à Salvador, la capitale de l'État de Bahia. La formation classique se compose du chanteur et compositeur Ericson et des danseurs Cladson Perez, le frère de Carla Perez, Gal e Rúbia. En 1999, l'album Swing de Rua atteint la barre des 700 000 exemplaires vendus,. À l'époque, le groupe se produit dans divers États brésiliens et dans des pays tels que les États-Unis, le Canada et l'Afrique du Sud,. En juillet 2000, les danseuses du groupe, Gal et Rúbia, font la couverture du magazine Sexy. 
En 2013, le groupe revient avec une nouvelle formation, comprenant le chanteur Lupão et quatre nouvelles danseuses : Alynne Silveira, Cally Mell, Thaise Sorrisinho et Juh Silva. En 2022, le groupe enregistre un DVD pour son 25e anniversaire au Pelourinho, à Salvador, avec la participation spéciale d'É o Tchan!, de Molejo et des chanteurs Thiago Martins et Tatau,. Plus de 10 000 spectateurs assistent au concert. Le premier single publié est Sentadinha,. 

## Discographie
- 1996 : Sensação
- 1997 : Sensualidade
- 1999 : Swing de Rua Ao vivo
- 2000 : Na área Ao vivo
- 2001 : Pra Rebolar
- 2002 : Não é brincadeira
- 2003 : Tudo de melhor ao vivo
- 2016 : Patrulha do Samba
- 2017 : Ao Vivo em Salvador
- 2018 : Ao Vivo em Salvador II
- 2019 : EP - Uma nova história
- 2019 :  Ao Vivo em Caravelas BA
- 2020 : Ao Vivo em Itacaré no Carnaval